# Rivière des Mille Îles
Der Rivière des Mille Îles (französisch für „Fluss der tausend Inseln“) ist ein Fluss in der kanadischen Provinz Québec.

## Flusslauf
Der Rivière des Mille Îles bildet den nördlichen Abfluss des Lac des Deux Montagnes. Er umfließt nördlich die Insel Île Jésus, auf der die Großstadt Laval liegt, und trifft nach etwa 40 km auf den Rivière des Prairies.
Am Abfluss aus dem Lac des Deux Montagnes befindet sich die Barrage du Grand-Moulin. Im Flusslauf befinden sich zahlreiche Inseln, darunter Île Garth, Île aux Vaches, Île Poirier, Île Saint-Pierre, Île Saint-Jean, Île aux Moutons und Île Bourdon. Unterhalb von Terrebonne mündet der Rivière Mascouche linksseitig in den Fluss.